# Hitchcock/Truffaut
Hitchcock/Truffaut è un documentario del 2015 diretto da Kent Jones sul libro di François Truffaut Il cinema secondo Hitchcock e il suo impatto sul mondo del cinema.
Nel documentario vengono intervistati James Gray, Martin Scorsese, Paul Schrader, Wes Anderson, David Fincher, Arnaud Desplechin, Olivier Assayas, Peter Bogdanovich, Kiyoshi Kurosawa e Richard Linklater.
È stato presentato al Festival di Cannes 2015. In Italia è stato distribuito nelle sale il 4, 5 e 6 aprile 2016.

## Produzione
Kent Jones ha supervisionato ben 27 ore di materiale registrato.
Sembra che sia Hitchcock che Truffaut avrebbero potuto parlare in modo abbastanza adeguato nella lingua dell'altro; tuttavia utilizzarono l'interprete Helen Scott (1915-1987), collaboratrice bilingue di Truffaut. La Scott non è stata accreditata nel documentario, sebbene la sua voce si senta spesso. Nata a New York, è cresciuta a Parigi, dove il padre lavorava per l'Associated Press. Decorata per il suo lavoro alla radio di resistenza di Free France a Brazzaville, in Congo, durante la seconda guerra mondiale, ha poi lavorato per il French Film Office di New York prima di diventare collaboratrice del regista francese.
Altri cineasti avrebbero dovuto partecipare al film. Brian De Palma rifiutò perché impegnato nella realizzazione del documentario De Palma (2015). A Kathryn Bigelow è stato chiesto di parlare in questo film, ma lei ha rifiutato dicendo di essere "troppo timida". Anche Jane Campion è stata contattata, ma ha risposto: "Non ho assolutamente nulla da dire su Alfred Hitchcock".

## Distribuzione
Il film ha avuto la sua prima assoluta al Festival di Cannes il 19 maggio 2015.
Negli Stati Uniti è stato presentato al Telluride Film Festival il 4 settembre 2015.
In Spagna è stato proiettato in sole 16 sale ed in versione completamente sottotitolata.
In Italia ha avuto delle proiezioni limitate a poche sale dal 4 aprile 2016, sottotitolata e con voce narrante di Pino Insegno; è stato trasmesso per la prima volta su Rai 4 il 4 maggio 2019.